# Coboway
Coboway (né en 1755, mort en 1824) était un chef amérindien clatsop. Il est connu pour avoir rencontré et aidé l’expédition de Lewis et Clark en 1805 et 1806, lors de la construction de Fort Clatsop sur la rive sud du fleuve Columbia, dans le territoire de l’Oregon.